# 拉諾維奇
49°35′7″N 23°14′11″E / 49.58528°N 23.23639°E
拉諾維奇（烏克蘭語：Лановичі），是烏克蘭西部的村莊，隸屬利維夫州的桑比爾區。該村面積9.5平方公里，海拔高度292米，2024年人口653，人口密度每平方公里68.74人。